# Handan
Handan (chinois : 邯郸市 ; pinyin : Hándān shi) est une ville de la province du Hebei en Chine. Sa population était estimée en 2004 à 1 390 000 habitants pour le centre urbain, et à 8 499 000 pour l'ensemble de la préfecture. On y parle le dialecte de Handan mais la plupart des habitants parlent le mandarin standard. Le climat est plus agréable en hiver.

## Histoire
La ville a été la troisième capitale du royaume de Zhao, à l'époque des Guerres d'unification de Qin, de -386 à -228, elle est la ville qui a vu naître le premier empereur de la Chine, Qin Shi Huang.

## Économie
En 2005, le PIB total a été de 115,7 milliards de yuans, et le PIB par habitant de 13 360 yuans.

## Subdivisions administratives
La ville-préfecture de Handan exerce sa juridiction sur dix-neuf subdivisions - quatre districts, une ville-district et quatorze xian :
- le district de Congtai - 丛台区 Cóngtái Qū ;
- le district de Hanshan - 邯山区 Hánshān Qū ;
- le district de Fuxing - 复兴区 Fùxīng Qū ;
- le district de Fengfeng - 峰峰矿区 Fēngfēng Kuàngqū ;
- la ville de Wu'an - 武安市 Wǔ'ān Shì ;
- le xian de Handan - 邯郸县 Hándān Xiàn ;
- le xian de Linzhang - 临漳县 Línzhāng Xiàn ;
- le xian de Cheng'an - 成安县 Chéng'ān Xiàn ;
- le xian de Daming - 大名县 Dàmíng Xiàn ;
- le xian de She - 涉县 Shè Xiàn ;
- le xian de Ci - 磁县 Cí Xiàn ;
- le xian de Feixiang - 肥乡县 Féixiāng Xiàn ;
- le xian de Yongnian - 永年县 Yǒngnián Xiàn ;
- le xian de Qiu - 邱县 Qiū Xiàn ;
- le xian de Jize - 鸡泽县 Jīzé Xiàn ;
- le xian de Guangping - 广平县 Guǎngpíng Xiàn ;
- le xian de Guantao - 馆陶县 Guǎntáo Xiàn ;
- le xian de Wei - 魏县 Wèi Xiàn ;
- le xian de Quzhou - 曲周县 Qǔzhōu Xiàn.

## Transports
La ville est desservie par l'aéroport de Handan (zh) (code IATA : HDG • code OACI : ZBHD), situé dans le nouveau district de Jinan (冀南新区).

## Personnalités liées
- Han Yuchen, artiste peintre, photographe et calligraphe y est né en 1954

## Jumelages
- Kryvyï Rih (Ukraine)